# Dicranolasma diomedeum
Dicranolasma diomedeum was een hooiwagen uit de familie Dicranolasmatidae.
Maar later, vanaf World Catalogue of Opiliones (23/12/2023) het is een junior synoniem van Dicranolasma hirtum